# 7252 Kakegawa
7252 Kakegawa eller 1992 UZ är en asteroid i huvudbältet som upptäcktes den 21 oktober 1992 av den japanska astronomen Takeshi Urata vid Nihondaira-observatoriet. Den är uppkallad efter den japanska staden Kakegawa.
Asteroiden har en diameter på ungefär 10 kilometer.